# Pastello bianco
Pastello bianco è un singolo del gruppo musicale italiano Pinguini Tattici Nucleari, pubblicato il 17 settembre 2021 come quarto estratto dall'EP Ahia!.

## Descrizione
Il brano parla di due ragazzi che si conoscono bene e dopo un lunghissimo periodo di amicizia vivono una storia d'amore, tanto da scegliere il nome della persona amata come password del Wi-Fi, ma la relazione finisce. Fa riferimento ai social media e buona parte del mondo moderno.
Nel 2022 viene reso noto al pubblico che la canzone era stata inizialmente scritta per Arisa.
Durante il tour 2023 dei Pinguini Tattici Nucleari negli stadi, il cantante della band bergamasca, Riccardo Zanotti, racconta di aver ricevuto un mail da una fan, in cui racconta la sua storia d'amore poi terminata, inoltre scrive che semmai dovesse scrivere una canzone l'unico dettaglio che vuole che ci sia è "Lui mi ha insegnato la differenza tra le ciliegie e le amarene".

## Classifiche

### Classifiche settimanali
| Classifica (2021) | Posizione massima |
| ----------------- | ----------------- |
| Italia            | 2                 |

### Classifiche di fine anno
| Classifica (2021) | Posizione |
| ----------------- | --------- |
| Italia            | 34        |
| Classifica (2022) | Posizione |
| Italia            | 12        |
| Classifica (2023) | Posizione |
| Italia            | 41        |